# Español de San Vicente
Español de San Vicente es la denominación popular y no oficial por la que se conoció a los diferentes clubes de fútbol en San Vicente del Raspeig (provincia de Alicante, España) con anterioridad al actual Fútbol Club Jove Español San Vicente. Dos clubes diferentes fueron conocidos por Español de San Vicente, el primero desde 1942 hasta su desaparición en 1988 (que tuvo tres denominaciones diferentes), y el segundo desde 1989 hasta 2004 (que tuvo dos denominaciones diferentes).
En 2004 tras la fusión del Club Deportivo Jove Raspeig y el Club Deportivo Español de San Vicente se fundó el actual Fútbol Club Jove Español San Vicente.

## Historia

### Antecedentes
Gracias a la investigación publicada por el Cercle d'Estudis Sequet però Sanet en 2010 sobre la historia del fútbol en San Vicente del Raspeig, se pudieron desentrañar el diferente devenir de los equipos sanvicenteros. Un estudio de julio de 2024 publicado en el Diario Información de Alicante ha determinado que el C.D. Español de San Vicente es el mismo club desde el 1 de agosto de 1967 hasta la actualidad en la que compite bajo la denominación F.C. Jove Español de San Vicente, nombre que adquirió tras absorber dentro de su estructura a otros clubes de la localidad. El club ha tenido 5 cambios de denominación a lo largo de su historia pero sin dejar de desaparecer.  
A finales de los años 1920 y hasta diciembre de 1935 el Unión Deportiva San Vicente y el Raspeig Football Club fueron los principales equipos de San Vicente del Raspeig. La Unión Deportiva vestía de blanquiazul y pantalón negro al igual que el Hércules Club de Fútbol debido a que su directiva eran seguidores del equipo herculano. En cambio el Raspeig vestía camiseta roja y pantalón negro. Fueron compitiendo en torneos de la capital alicantina, y cuando se enfrentaban entre ellos eran partidos emocionantes con cruces de declaraciones subidas de tono entre directivas en la prensa de la época.
En enero de 1936 en los albores de la Guerra Civil Española, se produce la fusión del Raspeig FC y el UD San Vicente, dando lugar al Club Deportivo San Vicente. El estallido de la guerra en julio de 1936 trunca la progresión del club que tras aunar fuerzas en un solo equipo reuniendo a los mejores jugadores locales comenzaba a pensar en cotas más altas.

### Pasión por la Copa San Pedro
El Club Deportivo Español se fundó en 1942 básicamente coincidiendo prácticamente con la creación de la Copa San Pedro en 1941. Algunas referencias en hemeroteca pueden hacer confundir al Español de San Vicente con el Club Deportivo Español de Alicante que también existió en los años 1920, 30 y 40, u otros equipos alicantinos como el CD Español de Elche. Durante los años 1940, 50 y 60 el CD Español y el CD San Vicente se alternaron en diferentes torneos, volviéndose a crear una rivalidad como antaño con el Unión Deportiva y el Raspeig FC.
El fútbol sanvicentero nunca apostó por un equipo federado (salvo en fútbol base), y volcó a sus dos principales clubes en la participación en la Copa San Pedro, Trofeo Chacón y otros torneos menores de la comarca. Este hecho denota el amateurismo del fútbol local y la condición de cantera para clubes importantes de la zona como Hércules, Alicante o Elche.
La primera participación de un equipo de San Vicente en la Copa San Pedro fue en la segunda edición de 1943 si bien se desconoce si fue el CD San Vicente o el CD Español. En la Copa San Pedro de 1944 participa el Aeronáutica de Rabasa (originario del aeródromo situado en la actual universidad de Alicante). Poco a poco la Copa San Pedro iba experimentando un espectacular auge en el fútbol alicantino con importantes taquillas para los equipos. Es en la edición de 1946 cuando participa el CD Español y a partir de aquí el conjunto españolista fue un "club nacido para la Copa San Pedro" tal como afirmaría años después su presidente Juan Llopis "Chares".
Mientras tanto en fútbol base, en el pueblo existían varios clubes, pero el Club Deportivo Español Juvenil como equipo federado se data al menos en la temporada 1950/51 jugando en la Segunda Regional murciana junto al Club Deportivo Abarán, Júpiter de La Unión, Unión Deportiva Albox, Deportivo Bullense, Club Deportivo Agramón, Club Deportivo Hispania de Tecla y Muleño Club de Fútbol Juvenil. En 1958 el Español se alzó con el Trofeo Chacón, un torneo juvenil de gran prestigio en Alicante; en aquel equipo españolista jugó Luis Costa.
Al Club Deportivo Español se le fue conociendo cariñosamente en el municipio como "Los coreanos", debido a sus fuertes inversiones en fichajes foráneos para disputar la Copa San Pedro (por ejemplo casi 800.000 pesetas de presupuesto en fichajes en la edición de 1967). El Español poco a poco se fue haciendo un nombre en el fútbol alicantino proclamándose campeón de la San Pedro en las ediciones de 1954, 1967, 1968 y 1969 además de los dos subcampeonatos de 1956 y 1957.

### Paso al fútbol federado
No fue hasta la temporada 1966/67 cuando San Vicente del Raspeig tuvo su primer equipo federado. Lo hizo el Club Deportivo San Vicente en la Primera Regional murciana (por entonces cuarta categoría del fútbol español). El Español tras el éxito de sus tres Copas San Pedro consecutivas, decidió federarse en competición regular. Debutó en la temporada 1967/68 en Primera Regional murciana en la que finalizó 4.º clasificado por delante de su rival el CD San Vicente que quedó el 13.º. La temporada siguiente se creó la Segunda Regional manteniendo el Español la categoría pero el CD San Vicente pasó a la creada Segunda Regional.

### Histórico ascenso a Tercera

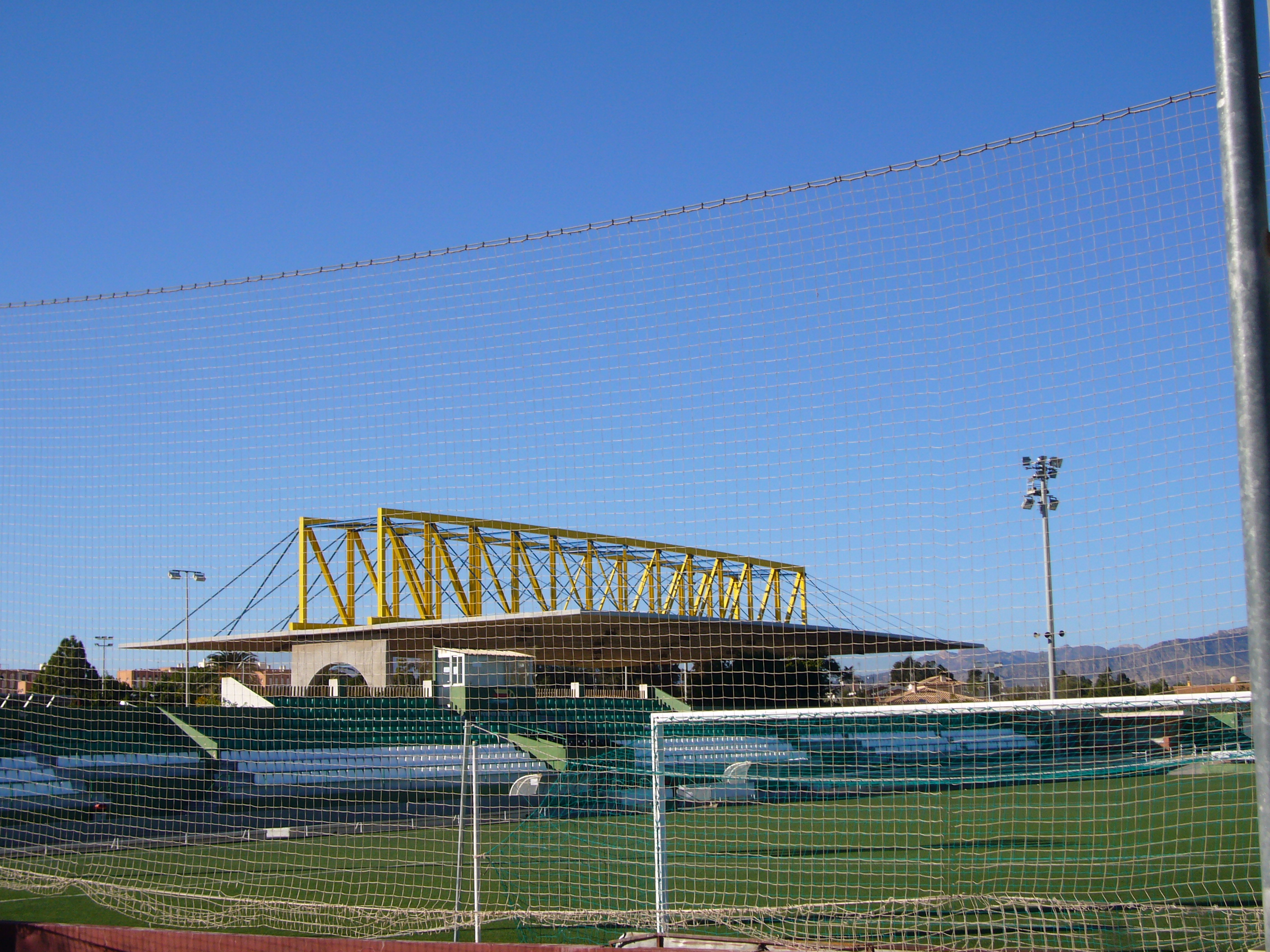
El campo de fútbol de la Ciudad Deportiva es sede del Español de San Vicente desde 1960.

En la temporada 1969/70 fue espectacular en cuanto a lo deportivo que consiguió enganchar a todo un pueblo, competían nuevamente en la misma categoría los dos equipos sanvicenteros tras el ascenso del CD San Vicente. En la penúltima jornada de liga el Español se hizo con el liderato aprovechando el pinchazo en Almansa del líder Yeclano Club de Fútbol, justo en la última jornada se enfrentaban en el Campo de la Constitución el Yeclano y el Español. Los medios de radio y prensa capitalina durante esa semana previa al partido no hablaron tanto del Hércules y se volcaron con el Español. Se desplazaron a Yecla unos 15 autobuses de aficionados sanvicenteros más los desplazados en vehículo particular. El Español ganó 2-3 en los compases finales del encuentro, y el equipo ascendió a Tercera división que por entonces era el tercer escalón del fútbol español (no existía la Segunda "B"), logro que hasta la actualidad no se ha igualado en el fútbol del Raspeig.
Dos temporadas en una potente Tercera división (1970/71 y 1971/72) enfrentándose a históricos como el Real Jaén, Club Deportivo Badajoz, Real Murcia, Recreativo de Huelva o Club Polideportivo Mérida... en su primera temporada jugó la Copa del Generalísimo y se salvó en la promoción de descenso contra el Club Deportivo Guecho capitaneado por Ángel María Villar. En la segunda campaña descendió de manera clara. En la temporada 1973/74 estrenó nueva denominación federativa: Unión Deportiva Español.
En la temporada 1976/77 pasó a la Federación valenciana por imperativo legal. En la temporada 1977/78 jugó de nuevo en Tercera división, si bien, ya se había creado la Segunda "B" y la Tercera se había regionalizado. Mantuvo la categoría durante cinco temporadas consecutivas (1977-1982) con clasificaciones discretas. Posteriormente tras el descenso, permaneció cinco temporadas en Regional Preferente (1982-1987), también con clasificaciones discretas. En la temporada 1986/87 quedó en el 19.º puesto en liga, pero pese a descender fue repescado por la Federación y siguió una temporada más bajo el nombre de Unión Deportiva San Vicente. En la susodicha temporada de la repesca el equipo solo ganó un partido en 42 jornadas, y al término de la liga dejó de competir pero sin llegar a desparecer un club ya histórico en la provincia de Alicante tal y como ha reveleado un estudio del experto en historia deportiva Josep Miquel García y Nacho Sapena (Federación de Fútbol Comunidad Valenciana).
Cambio de nombre y paso a llamarse club Agrupación Deportiva Español San Vicente. El equipo ascendió rápido a Preferente y en 1995 ascendió a Tercera división. El pueblo de San Vicente quería recuperar el nombre emblemático de su equipo de fútbol el club cambió su nombre al de Club Deportivo Español de San Vicente. El equipo fue durante varias temporadas filial de Hércules, nuevamente tras el descenso a Regional Preferente volvió a competir a nivel provincial. En la temporada 2003/04 se iniciaron los contactos para la fusión con el otro equipo del municipio, el Club Deportivo Jove Raspeig, que aglutinaba a toda la cantera local, cosa que el Español había dejado perder años atrás. Pero en la temporada 2003/04 aún consiguió el ascenso a Regional Preferente bajo el nombre de Club Deportivo Español San Vicente, hasta que en verano de 2004 se hizo efectiva la fusión, dejando al fútbol sanvicentero con un solo club: Fútbol Club Jove Español San Vicente que es el mismo club federativamente desde 1967 al que fueron cambiando de nombre en diferentes épocas.

## Denominaciones
A continuación se listan las denominaciones oficiales a lo que se le conoció en los medios y entre aficionados como Español de San Vicente. Cabe destacar que desde 1967 a 2004 fueron cinco nombres federativos distintos para el mismo club. 
En 1989 tras una temporada sin fútbol en al localidad se cambió la razón social y aprobación de estatutos con modificaciones durante estos años de denominación que citamos a continuación: AD. Español de San Vicente, C.D. Español de San Vicente y a la actualidad (FC Jove Español de San Vicente) se sucedieron cinco denominaciones

## Cambios de denominación
- Club Deportivo Español - (1942–1972/73)
- Unión Deportiva Español - (1973/74–1986/87)
- Unión Deportiva San Vicente - (1987/88)
- Agrupación Deportiva Español San Vicente - (1989/90–1995/96)
- Club Deportivo Español de San Vicente - (1996/97–2003/04)
- F.C. Jove Español de San Vicente - (2003/04–Actualidad)

En conclusión el F.C. Jove Español de San Vicente que conocemos en la actualidad es el mismo club que se inscribió en competición federada por primera vez en 1967 (anteriormente disputó la Copa San Pedro y Copa Chacón que eran torneos no federados).

## Cronología de categorías
•	Nombre del club: CD Español
•	1967-1968   Primera Regional de la Federación murciana (4.º).
•	1968-1969   Primera Regional de la Federación murciana (5.º).
•	1969-1970   Primera Regional de la Federación murciana (1.º).
•	1970-1971   Tercera División de España (Grupo IV: 14.º).
•	1971-1972   Tercera División de España (Grupo IV: 19.º).
•	1972-1973   Regional Preferente de la Federación murciana (3.º).
•	Cambio de nombre del club: UD Español
•	1973-1974   Regional Preferente de la Federación murciana (4.º).
•	1974-1975   Regional Preferente de la Federación murciana (3.º).
•	1975-1976   Regional Preferente de la Federación murciana (¿?º).
•	1976-1977   Regional Preferente de la Federación valenciana (Grupo Sur: 4.º).
•	1977-1978   Tercera División de España (Grupo V: 16.º).
•	1978-1979   Tercera División de España (Grupo V: 14.º).
•	1979-1980   Tercera División de España (Grupo VI: 18.º).
•	1980-1981   Tercera División de España (Grupo VI: 17.º).
•	1981-1982   Tercera División de España (Grupo VI: 19.º).
•	1982-1983   Regional Preferente de la Federación valenciana (15.º).
•	1983-1984   Regional Preferente de la Federación valenciana (15.º).
•	1984-1985   Regional Preferente de la Federación valenciana (Grupo Sur: 12.º).
•	1985-1986   Regional Preferente de la Federación valenciana (Grupo Sur: 16.º).
•	1986-1987   Regional Preferente de la Federación valenciana (Grupo Sur: 19.º).
•	Cambio de nombre del club: UD San Vicente
•	1987-1988   Regional Preferente de la Federación valenciana (Grupo Sur: 22.º).
•	DEJA DE COMPETIR SIN DESAPARECER
•	1988-1989 Sin equipos
•	Nombre del NUEVO club: AD Español San Vicente
•	1989-1990   Segunda Regional de la Federación valenciana (Grupo IX: 1.º).
•	1990-1991   Primera Regional de la Federación valenciana (Grupo V: 2.º).
•	1991-1992   Regional Preferente de la Federación valenciana (Grupo Sur: 4.º).
•	1992-1993   Regional Preferente de la Federación valenciana (Grupo Sur: 3.º).
•	1993-1994   Regional Preferente de la Federación valenciana (Grupo Sur: 12.º).
•	1994-1995   Regional Preferente de la Federación valenciana (Grupo Sur: 1.º).
•	Cambio de nombre del club: CD Español San Vicente
•	1995-1996   Tercera División de España (Grupo VI: 5.º).
•	1996-1997   Tercera División de España (Grupo VI: 7.º).
•	1997-1998   Tercera División de España (Grupo VI: 18.º).
•	1998-1999   Regional Preferente de la Federación valenciana (Grupo IV: 12.º).
•	1999-2000   Regional Preferente de la Federación valenciana (Grupo IV: 13.º).
•	2000-2001   Regional Preferente de la Federación valenciana (Grupo IV: 7.º).
•	2001-2002   Regional Preferente de la Federación valenciana (Grupo IV: 15.º).
•	2002-2003   Regional Preferente de la Federación valenciana (Grupo IV: 17.º).
•	2003-2004   Primera Regional de la Federación valenciana (Grupo VII: 1.º).
•	Cambio de nombre del club: F.C. Jove Español de San Vicente
•	2004-2005    Regional Preferente de la Federación valenciana (10.º)
•	2005-2006   Regional Preferente de la Federación valenciana (1.º)
•	2006-2007   Tercera División de España (Grupo VI: 16.º).
•	2007-2008   Tercera División de España (Grupo VI: 12.º).
•	2008-2009   Tercera División de España (Grupo VI: .13.º).
•	2009-2010   Tercera División de España (Grupo VI: 12.º).
•	2010-2011   Tercera División de España (Grupo VI: 13.º).
•	2011-2012   Tercera División de España (Grupo VI: 10.º).
•	2012-2013   Tercera División de España (Grupo VI: 14.º).
•	2013-2014   Tercera División de España (Grupo VI: 12.º).
•	2014-2015   Tercera División de España (Grupo VI: 16.º).
•	2015-2016   Tercera División de España (Grupo VI: 18.º).
•	2016-2017   Regional Preferente de la Federación valenciana (Grupo IV: 9.º)
•	2017-2018   Regional Preferente de la Federación valenciana (Grupo IV: 1.º)
•	2018-2019   Tercera División de España (Grupo VI: .7.º).
•	2019-2020   Tercera División de España (Grupo VI: .11.º).
•	2020-2021   Tercera División de España (Grupo VI: .18.º).
•	2021-2022   Tercera División de España (Grupo VI: .14.º).
•	2022-2023   Tercera División de España (Grupo VI: .14.º).
•	2023-2024  Tercera División de España (Grupo VI: ..º)

## Jugadores
Pablo Bautista

## Palmarés

### Temporadas en cada categoría
Resumen de temporadas de Liga (actualizado a julio de 2024):
26 en Tercera
24 en Preferente
5 en Primera Regional
1 en Segunda Regional
Resumen de participaciones en Copa:
1970-71: primera ronda
1977-78: segunda ronda
1978-79: segunda ronda
1979-80: segunda ronda
2024-25: primera eliminatoria

### Campeonatos federados
- Primera Regional murciana (1): 1968/69 (ascenso a Tercera división).
- Segunda Regional de la Federación valenciana (1): 1989-1990 (Campeón Grupo IX: 1.º).
- Regional Preferente de la Federación valenciana (1): 1994-1995 (Campeón Grupo Sur: 1.º).
- Primera Regional de la Federación valenciana (1): 2003-2004  (Campeón Grupo VII: 1.º).
- Regional Preferente de la Federación valenciana (1): 2005-2006 (Campeón 1.º).
- Preferente de la Federación valenciana (1): 2017-2018  ((Campeón Grupo IV: 1.º)).
- Copa Federación Fase Territorial FFCV (1): 2019-2020  ((Campeón)).

### Torneos no federados
- Copa San Pedro (5): 1954, 1967, 1968, 1969 y 1986.
- Trofeo Chacón (1): 1958.

### Ascensos de categoría
- Ascensos a Tercera RFEF (3): 1994/95, 2005/06, 2017/18
- Ascensos a Regional Preferente o Lliga Comunitat (2): 1990/91, 2003/04
- Ascensos a Primera Regional o Primera FFCV (1): 1989/90,